# Absurd Pop Song Romance
Absurd Pop Song Romance è il quinto album studio (ed il sesto in totale) dei Pansy Division.

## Tracce
1. Untitled
2. February 17
3. Sweet Insecurity
4. It'll Never Be The Same
5. Better Off Just Friends
6. Too Beautiful
7. Untitled
8. Luv Luv Luv
9. Untitled
10. The Best Revenge
11. Bad Boyfriend
12. Untitled
13. You're Gonna Need Your Friends
14. Tinted Windows
15. Untitled
16. Glenview
17. Used To Turn Me On
18. Obstacle Course
19. Vicious Beauty

## Formazione
- Jon Ginoli - voce, chitarra
- Chris Freeman - voce; basso (tracce 1-7, 9-19), batteria (tracce 8), tastiera (tracce 6, 7, 13)
- Patrick Goodwin - chitarra
- Luis Illades - batteria (tracce 1-7, 9-19), basso (tracce 8)